# テイラー・ヒル (モデル)
テイラー・マリー・ヒル（Taylor Marie Hill、1996年3月5日 - ）は、アメリカ合衆国イリノイ州パラタイン出身女性ファッションモデル。姉弟に同じくモデルのマッキンリー・ヒル、チェイス・ヒルがいる。

## 経歴
『ヴィクトリアズ・シークレット』のエンジェルに最年少で選ばれる。(2015年-) 当時18歳だった。
ヴィクトリアズ・シークレット契約後、シャネル、ドルチェ&ガッバーナ等のモデルを勤める。
2021年6月27日婚約。
2023年6月10日、実業家のダニエル・フライヤーと、コロラド州のデビルズ・サム・ランチにて結婚式を挙げた。